# Juris Tone
Juris Tone (Riga, 26 maggio 1961) è un bobbista lettone, che detiene anche il record lettone (atletica leggera) della staffetta 4 × 100 m (1983).

## Biografia
Ai XV Giochi olimpici invernali (edizione disputatasi nel 1988 a Calgary, Canada) vinse la medaglia di bronzo nel Bob a quattro con i connazionali Jānis Ķipurs, Guntis Osis e Vladimir Kozlov, partecipando per la nazionale sovietica, venendo superate da quella svizzera e dalla tedesca.
Il tempo totalizzato fu di 3:48.26 con un distacco di minimo rispetto alle altre classificate: 3:47.58 e 3:47.51 i loro tempi.
Agli europei vinse l'argento nel bob a due ad Igls nel 1990, in coppia con Zintis Ėkmanis.

## Palmarès

### Olimpiadi
- 1 medaglia:
  - 1 bronzo (bob a quattro a Calgary 1988)

### Europei
- 1 medaglia:
  - 1 argento (bob a due ad Igls 1990).